# ألم كعب القدم
ألم كعب القدم إن كل ميل يمشيه الإنسان يضع 60 طناً من الضغط على كل قدم، يظهر الألم في الكعب وهي المشكلة الأكثر شيوعًا التي تؤثر على القدم والكاحل. كثير من الناس يتجاهلون العلامات المبكرة لألم الكعب ويستمرون بالأنشطة التي تسببت في ذلك.

## التشخيص
تنقسم الحالات التي تسبب آلام الكعب إلى ثلاث فئات رئيسية:

### ألم أسفل الكعب
إذا كان يؤلمك أسفل قدمك قد يكون لديك واحد أو أكثر من الحالات التي من شأنها أن تسبب تهيج الأنسجة في الجزء السفلي من القدم:
1. التهاب اللفافة الأخمصية: إن الركض أو القفز أو الوقوف كثيرًا يمكنه أن يؤجج التهاب الأنسجة (اللفافة) التي تربط عظم الكعب بقاعدة عظم الأصابع.[1]

1. مسمار الكعب (بروز عظمي):عندما يستمر التهاب اللفافة الأخمصية لفترة طويلة قد يتشكل أسفل الكعب المسمار حيث تلتقي الأنسجة اللفافة مع عظم الكعب.

### ألم خلف الكعب
قد يكون لديك التهاب في المنطقة المتصلة مع وتر العرقوب في عظم الكعب (الجراب خلف العقبي) وغالبًا ما يُصاب به الناس نتيجة الركض كثيرًا، والألم خلف الكعب غالبًا ما يتزايد ببطء مع الزمن مُسببًا سماكة في الجلد وإحمرار وانتفاخ.